# ملعب تامه
ملعب تامه هو متعدد الأغراض يقع في تارتو، إستونيا. يستخدم حالياً في الغالب لمباريات كرة القدم ويستضيف مباريات نادي تاميكا تارتو. يتسع لجلوس 1600 متفرج.